# Синдром відгодовування
Синдром відгодовування — це метаболічний розлад, який виникає внаслідок відновлення харчування у людей, які голодують, сильно недоїдають або мають метаболічний стрес через важку хворобу. Коли протягом перших чотирьох-семи днів після недоїдання споживається занадто багато їжі або іншої харчової підтримки, утворення глікогену, жиру та білка в клітинах може спричинити падіння концентрацій калію, магнію та фосфату в сироватці крові.   Електролітний дисбаланс може викликати неврологічні, легеневі, серцеві, нервово-м’язові та гематологічні симптоми, багато з яких, якщо вони досить серйозні, можуть призвести до смерті.

## Причина
Будь-яка особа, яка отримувала незначну кількість поживних речовин безперервно протягом багатьох днів та/або переживає метаболічний стрес через критичну хворобу чи серйозну операцію, ризикує отримати синдром відгодовування. Це явище зазвичай виникає протягом чотирьох днів після початку відгодовування. У пацієнтів може розвинутися дисбаланс рідини та електролітів, особливо гіпофосфатемія, а також неврологічні, легеневі, серцеві, нервово-м’язові та гематологічні ускладнення.
Під час голодування основне джерело палива організму перемикається з вуглеводів спочатку на жирні кислоти з жирової тканини під час кетозу, а потім на амінокислоти з джерел білка, таких як м’язи. При тривалому голодуванні, після вичерпання запасів жиру, тіло починає вибірково споживати м’язи як джерело білка через аутофагію. Однак смерть може настати до того, як запаси жиру будуть повністю вичерпані через порушення внутрішніх органів внаслідок аутофагії. Селезінка також зменшує швидкість розпаду еритроцитів, таким чином зберігаючи еритроцити. Протягом цього періоду запаси внутрішньоклітинних мінералів сильно виснажуються, хоча їх сироватковий рівень нормальним. Важливо, що в таком стані пригнічується секреція інсуліну, а секреція глюкагону збільшується. 
Під час відновлення годування у відповідь на підвищення рівня цукру в крові секреція відновлюється секреція інсуліну, що призводить до збільшення синтезу глікогену, жиру та білка, а також зростає основний метаболізм. Для цього процесу потрібні фосфати, магній і калій, які вже були вичерпані, а запаси, що залишилися, швидко витрачаються. Утворення фосфорильованих вуглеводних сполук у печінці та скелетних м’язах призводить до виснаження внутрішньоклітинного АТФ і 2,3-дифосфогліцерату в еритроцитах, що призводить до клітинної дисфункції та недостатньої доставки кисню до органів тіла. Внутрішньоклітинний рух електролітів відбувається разом із падінням рівня електролітів у сироватці крові, включаючи фосфат і магній. Рівні сироваткової глюкози можуть підвищуватися, а вітаміну В1 (тіаміну) – знижуватися. Порушення серцевого ритму є найпоширенішою причиною смерті від синдрому відгодовування. Інші значні ризики, включають сплутаність свідомості, кому, судоми та серцеву недостатність.

### Анорексики
Анорексик - це препарат, який знижує апетит, що призводить до зниження споживання їжі, що призводить до втрати ваги. 
Приклади анорексиків включають такі стимулятори, як амфетаміни, метилфенідат і кокаїн, а також опіати. Зловживання ними може призвести до тривалих періодів неадекватного споживання калорій. Якщо хтось зловживає цими речовинами, а потім знову починає нормально харчуватися, у нього може бути підвищений ризик розвитку синдрому відгодовування.

## Клінічні ситуації
Синдром відгодовування може виникнути на початку лікування розладів харчової поведінки, коли пацієнти споживають більше калорій, і може бути летальним. Це також може статися, коли хтось не їсть кілька днів поспіль, як правило, починаючи з 4–5 днів без їжі.  Синдром відгодовування також може виникнути після початку важкої хвороби або після великої операції. Зрушення балансу електролітів і рідини збільшує навантаження на серце і частоту серцевих скорочень. Це може призвести до гострої серцевої недостатності. Збільшується споживання кисню, що напружує дихальну систему та може ускладнити вивід пацієнта зі штучної вентиляції.

## Ознаки та симптоми
Ознаки та симптоми синдрому відгодовування можуть відрізнятися залежно від тяжкості електролітних порушень, включаючи слабкість, аритмії та утруднене дихання. Гіпофосфатемія, ключова ознака синдрому відновлення харчування, може призвести до м’язової слабкості, серцевої недостатності та порушення функції діафрагми, тоді як гіпокаліємія та гіпомагніємія можуть призвести до серцевих аритмій, судом та інших важких ускладнень. 

## Діагностика
Синдром відгодовування харчування може бути фатальним, якщо його не розпізнати та не лікувати належним чином. Електролітні порушення можуть виникнути протягом перших кількох днів після відновлення харчування. Тому на початку періоду відогодовування необхідний ретельний моніторинг показників крові.
NICE визначає такі критерії для осіб із високим ризиком синдрому відновлення харчування: 
У пацієнта є одн або декілька з наступного:
- Індекс маси тіла (кг/м2) <16
- Ненавмисна втрата ваги >15% за останні три-шість місяців
- Мале споживання або відсутність поживних речовин протягом >10 днів
- Низький рівень калію, фосфату або магнію перед годуванням

Або у пацієнта два або більше з наступного:
- Індекс маси тіла <18,5
- Ненавмисна втрата ваги >10% за останні три-шість місяців
- Мале споживання або відсутність поживних речовин протягом >5 днів
- В анамнезі зловживання алкоголем або ліками, включаючи інсулін, хіміотерапію, антациди або діуретики

## Лікування
У важкохворих пацієнтів, які потрапили до відділення інтенсивної терапії, якщо фосфат падає нижче 0,65 ммоль/л (2,0 мг/дл) від попереднього нормального рівня протягом трьох днів після початку ентерального або парентерального харчування слід зменшити споживання калорій до 480 ккал на день принаймні протягом двох днів, поки не настане нормалізація змін електролітів.  Настійно рекомендуються добові дози NADH / CoQ10 / тіаміну, комплексу вітамінів B і полівітамінів і мінеральних препаратів. Необхідно регулярно контролювати показники крові, поки вони не стануть стабільними. Хоча клінічних випробувань, окрім тих, де учасниками пацієнти відділень інтенсивної терапії, недостатньо, зазвичай рекомендується, щоб споживання енергії залишалося нижчим, ніж зазвичай необхідно протягом перших 3–5 днів лікування синдрому відновлення харчування для всіх пацієнтів.

## Історія

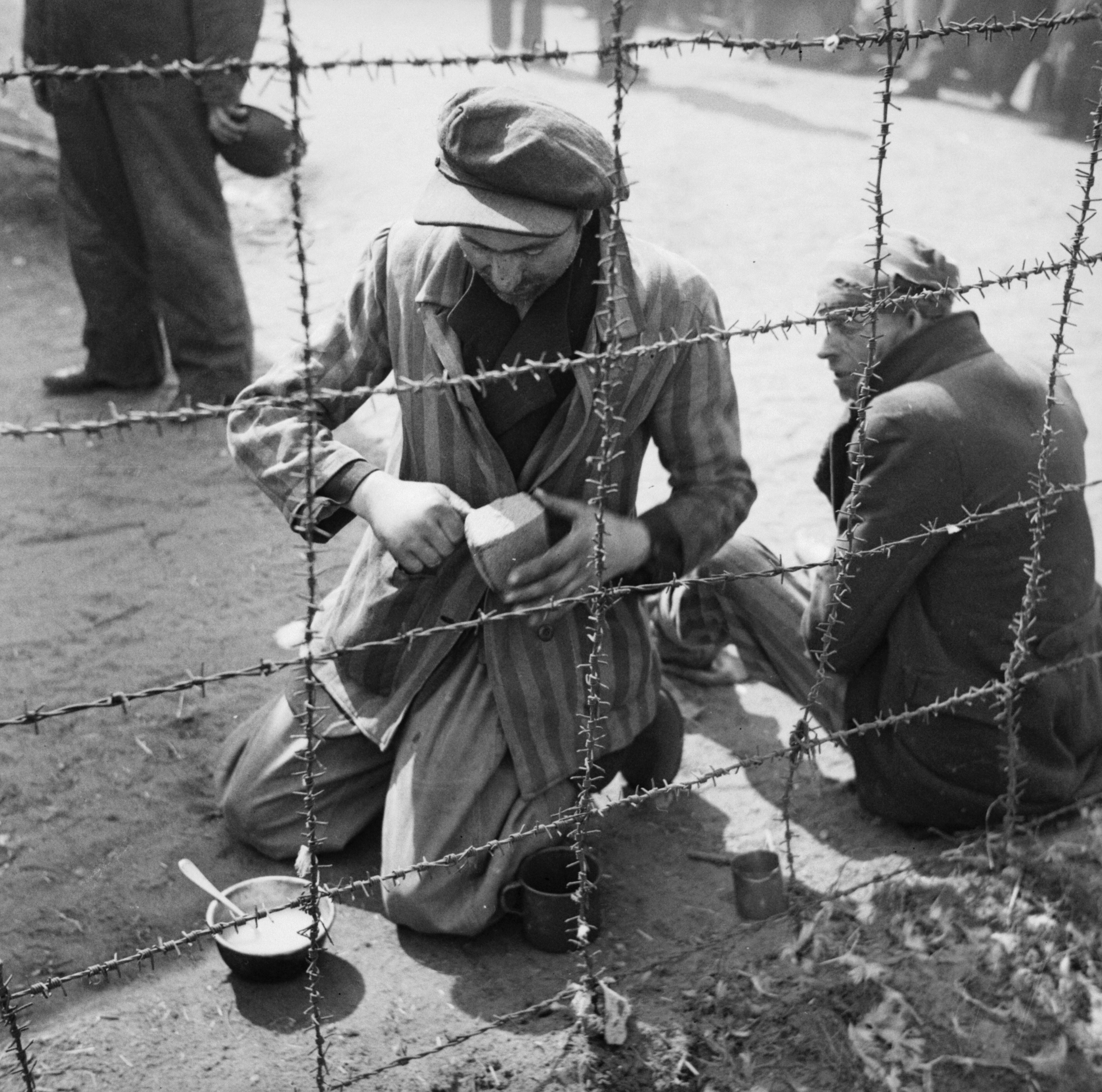
Двоє в'язнів концентраційного табору Берген-Бельзен отримують першу їжу після звільнення.

У своєму творі «Про плоті» ( De Carnibus ) у V столітті до нашої ери Гіппократ пише: «Якщо людина сім днів нічого не їсть і не п'є, у цей період більшість помирає, але є деякі, які виживають протягом цього часу, але все одно помирають, а інших переконують не морити себе голодною смертю, а їсти й пити: однак порожнина більше нічого не пропускає, оскільки порожні кишки (nêstis) зростаються за стільки днів, і ці люди теж помирають». Хоча Гіппократ неправильно визначає причину смерті, цей уривок, ймовірно, є раннім описом синдрому відгодовування.  Римський історик Йосиф Флавій, який жив у I столітті нашої ери, описав класичні симптоми синдрому серед тих, хто вижив під час облоги Єрусалиму. Він описав смерть тих, хто зловживав їжею після голоду, а ті, хто їв більш стримано, виживали.  Хроніка японця Сінчо Кокі також описує подібний результат, коли голодуючих солдатів годували після капітуляції під час облоги замку Тотторі 25 жовтня 1581 року. 
Під час битви за Ленінград було багато випадків синдрому відгодовування, коли радянські цивільні мешканці міста, голодували через нестачу провізії. 
Поширена помилка, повторювана в багатьох статтях, полягає в тому, що «синдром вперше був описаний після Другої світової війни в американців, яких японці утримували як військовополонених, недоїдали під час полону і яких потім відпустили під опіку персоналу Сполучених Штатів на Філіппінах».  Однак, більш уважний аналіз статті 1951 року Шніткера показує, що досліджувані в’язні були не американськими військовополоненими, а японськими солдатами, які, страждаючи від голоду, здалися на Філіппінах у 1945 році, після закінчення війни.
Синдром відгодовування також був задокументований серед тих, хто вижив у концтаборі Ебензее після їх звільнення армією Сполучених Штатів у травні 1945 року. Після звільнення в'язнів годували наваристою юшкою. Шлунки кількох звільнених в'язнів, мабуть, не змогли впоратися з раптовим споживанням калорій і травленням, і вони померли.  
Важко визначити, коли вперше був описаний і визначений цей синдром, але цілком імовірно, що пов’язані з ним електролітні порушення, можливо, були виявлені вНідерландах, під час так званої Голодної зими в останні місяці Другої світової війни. 